# Coco Chanel

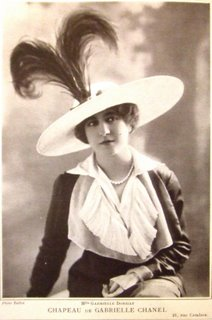
Kapelusz projektu Coco Chanel

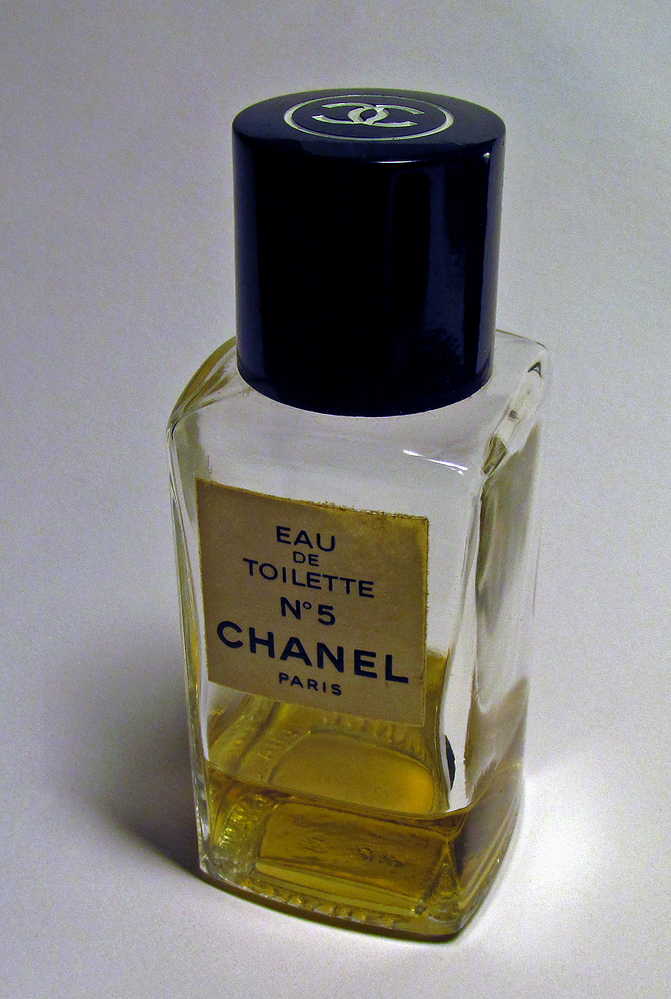
CHANEL N°5

Coco Chanel, właśc. Gabrielle Bonheur Chanel (ur. 19 sierpnia 1883 w Saumur we Francji, zm. 10 stycznia 1971 w Paryżu) – francuska projektantka, od 1915 roku rewolucjonizowała damską modę, lansując ubrania o prostych sportowych fasonach oraz pozbawione ozdób krótkie suknie, stając się na sześć dziesięcioleci ikoną paryskiej haute couture.
W 1921 roku stworzyła popularne do dziś perfumy – Chanel No. 5. Jej pomysły: sukienki i kostiumy z dzianiny, fryzury „na pazia”, golfy, biżuteria (długie sznury pereł, łańcuchy, plastikowa biżuteria), „mała czarna” (sukienka), spodnie – dzwony, prochowiec spotykały się z entuzjastycznym przyjęciem i uważane są za klasyczny kanon elegancji.

## Życiorys
Gabrielle Bonheur Chanel urodziła się 19 sierpnia 1883 roku w małym miasteczku Samur (Saumur, Maine-et-Loire) jako druga nieślubna córka Alberta Chanel oraz Jeanne Devolle. W roku jej urodzenia rodzice wzięli ślub. Bonheur miała pięcioro rodzeństwa: dwie siostry – Julie (1882–1913) i Antoinette (ur. 1887) i trzech braci – Alphonse’a (ur. 1885), Luciena (ur. 1889) oraz Augustina (urodził się i zmarł w 1891). W 1895 roku osierociła ją matka, a ojciec zostawił rodzinę w krótkim czasie po tym zdarzeniu.
6 lat spędziła wraz z siostrami w sierocińcu w Aubazine, prowadzonym przez siostry Najświętszego Serca Marii gdzie nauczono ją szyć. Później przygarnęła ją ciotka, która doskonaliła jej umiejętności krawieckie.
W latach 1905–1908 występowała pod pseudonimem Coco jako piosenkarka w kawiarniach Moulins i Vichy, mimo iż nie potrafiła śpiewać, nadrabiała tańcem i temperamentem.
W roku 1913 założyła w Paryżu swój pierwszy sklep z kapeluszami i damskimi ubiorami. Od 1915 roku zaczęła lansować w nim odzież o charakterze sportowym jako ubranie do pracy. Trudności zaopatrzeniowe spowodowane wojną były bodźcem do zaprezentowania w 1916 roku kolekcji kostiumów z miękkiego dżerseju, uważanego dotychczas za dzianinę bieliźnianą. W 1919 roku, już popularna, założyła dom mody (przy Rue Cambon) pod marką Chanel. Proponowany przez nią styl à la „skromna panienka”, propagujący ubrania wygodne na bazie dzianin, przyniósł szybko zainteresowanie bogatych i wpływowych klientek, zmęczonych obowiązującym gorsetem.
Finansowy sukces odniosła dzięki perfumom Chanel No. 5, które od początku promocji w 1922 roku zdobyły wielką popularność. W następnych 30 latach jej projekty modniarskie, podkreślające funkcjonalność i prostotę, zrewolucjonizowały przemysł odzieżowy. Przedsiębiorstwa Chanel zatrudniały na przełomie lat 20. i 30. około 3500 osób (m.in. dom mody – zajmujący już kilka kamienic przy Rue Cambon, laboratorium perfumeryjne, zakład tekstylny czy pracownia biżuterii artystycznej).
W 1939 roku Coco Chanel wycofała się z aktywnej działalności w świecie mody, zamykając swoją działalność na czas wojny. W 1940 roku uciekła przed niemiecką inwazją do Vichy, a następnie powróciła do Paryża, gdzie spędziła resztę wojny w hotelu Ritz, w towarzystwie wysoko postawionych Niemców, w tym dyplomaty – a zarazem jej kochanka – Hansa Günthera von Dincklage. Według jednego z jej biografów, Hala Vaughana, kolaborowała w tym czasie z Abwehrą. Po wyzwoleniu Francji przez aliantów, we wrześniu 1944 roku, została na krótko aresztowana, ale wypuszczono ją na wolność, między innymi dzięki protekcji Winstona Churchilla. Wówczas wyemigrowała do Szwajcarii. Powróciła w 1954 roku, proponując kostium składający się z prostego żakietu bez kołnierzyka, wykończonego plecionką, w zestawieniu ze spódniczką do kolan. Strój ten zdobył ogromną popularność.
Pomimo głośnych związków, m.in. z księciem Dymitrem Romanowem (od którego otrzymała ocalone z rewolucji październikowej rodzinne perły) czy Paulem Iribe'em, Coco Chanel pozostała niezamężna. Zmarła w wieku 87 lat, 10 stycznia 1971 roku w Paryżu we Francji.

## Kontrowersyjne aspekty życiorysu
Coco Chanel była uzależniona od narkotyków, a przez całe dorosłe życie wielokrotnie podkreślała swoje antysemickie poglądy. Pod koniec lat 30. zaangażowała się nawet w wydawanie periodyku o profilu narodowo-antysemickim (Le Temoin). Z kolei w trakcie wojny prowadziła starania mające na celu odebranie majątku jej dotychczasowym wspólnikom – żydowskiej rodzinie Wertheimerów – na mocy wprowadzonych przez nazistów ustaw antyżydowskich. Podejrzewana była również o działanie na rzecz niemieckiego wywiadu w 1945 roku. Zadeklarowała się pośredniczyć w negocjacjach między III Rzeszą a Wielką Brytanią w celu zawarcia separatystycznego pokoju na zachodzie.